# Oxamnichină
Oxamnichina este un antihelmintic din clasa derivaților de chinolină, fiind utilizat în tratamentul infestațiilor cu trematode, mai exact în schistosomiaze determinat de Schistosoma mansoni. Calea de administrare disponibilă este cea orală.
Molecula a fost utilizată pentru prima dată pentru uz medical în anul 1972. Se află pe lista medicamentelor esențiale ale Organizației Mondiale a Sănătății.